# Janów (powiat wieluński)
Janów – wieś w Polsce położona w województwie łódzkim, w powiecie wieluńskim, w gminie Ostrówek.
W latach 1975–1998 miejscowość należała administracyjnie do województwa sieradzkiego.
Zobacz też: Janów